# Taro Morishima
Taro Morishima (japonès: 森嶋 太郎, Morishima Tarō) (Prefectura de Wakayama, 22 d'abril de 1903 – Tòquio, 8 d'agost de 1989) va ser un matemàtic japonès.
Nascut a l'àrea rural de la prefectura de Wakayama, Morishima va estudiar teoria de nombres i àlgebra a la universitat de Tòquio sota la direcció de Teiji Takagi. Va ser professor del Tsuda College i de l'Acadèmia Militar del Japó, abans d'exercir la docència a la universitat de Tòquio durant més de vint anys. És conegut pels seus treballs sobre el darrer teorema de Fermat amb els que va aconseguir acotar els resultats impossibles per descartar-los.